# Gymnocrex rosenbergii
Frango-d'água-de-celebes ou frango-de-água-de-faces-azuis (Gymnocrex rosenbergii) é uma espécie de ave da família Rallidae.
É endémica da Indonésia.
Os seus habitats naturais são: florestas subtropicais ou tropicais húmidas de baixa altitude, matagal húmido tropical ou subtropical e rios.
Está ameaçada por perda de habitat.